# Geocapromys brownii
Geocapromys brownii és una espècie de mamífer rosegador de la família de les huties. És endèmica de Jamaica. Viu en grups d'entre dos i sis exemplars. Els seus hàbitats naturals són les zones càrstiques, els turons i les àrees muntanyoses. Està amenaçada per la caça, la destrucció d'hàbitat i la presència d'espècies introduïdes com ara mangostes.
Aquest tàxon fou anomenat en honor del metge, botànic i historiador irlandès Patrick Browne.